# Подлесная Слобода
Подлесная Слобода — село сельского поселения Головачёвское в Луховицком муниципальном районе Московской области, расположено на реке Вобля вблизи административного центра района — города Луховицы.

## История
Известно что в конце XVI века селом Подлесная слобода владел Рязанский Борисо-Глебский монастырь, а затем им владели архиепископы Рязанские. Первая деревянная церковь построена в селе 1616 году. В 1763 году в Подлесной Слободе был построен архиерейский двор. В 1764 году село было отобрано у церкви и стало управляться Коллегией экономии.
Подлесная слобода приписана была к Зарайскому уезду Рязанской губернии.
В 1863 году было начато строительство каменного храма:
- главный придел — Введения во храм Божией Матери — был освящён в 1874 году.
- приделы мученицы Параскевы и святителя Николая — освящены в 1878 году.

## Достопримечательности
Сохранилась церковь Введения во Храм Богородицы.

## Люди, связанные с селом
В 1890 г. в семье священника здесь родился Владимир Дмитриевич Прокимнов-Владимиров — архидиакон Патриархов Московских и всея Руси Алексия I и Пимена.
В местной церкви венчался в 1916 году писатель Константин Паустовский.
Подлесная Слобода родина поэта-суриковца М. В. Праскунина и героя Брестской крепости Ивана Николаевича Зубачева.
Священник — протоиерей Николай Кандауров настоятель Введенского храма с 1935 года по 1938 год. Был расстрелян в ходе репрессий 17 февраля 1938 года. Причислен к лику святых Новомучеников и Исповедников Российских на Юбилейном Архиерейском Соборе Русской Православной Церкви в августе 2000 года для общецерковного почитания, как Священномученик Николай (Кандауров).